# Манастир Свети Ђурађ
Манастир Свети Ђурађ (Сенђурађ или Шенђурац на Брзави) припада Епархији темишварској Српске православне цркве у Румунији у Тимишкој жупанији.

## Положај
Манастир се налази у близини пута Вршац—Темишвар, на реци Брзави, на њеној десној страни, код места Манастир. Налазило се наспрам села Камерални или Ерарни Св. Ђурађ (на левој обали Брзаве), а раздвајала их Брзава. Основан је судећи према нађеној плочи у олтару 1485. године. Поседује део моштију Светог Ђорђа.

## Историја
Мада је по народном предању манастир настао још у 8. веку, вероватније је његово средњевековно континуирано постање. Предање иначе каже да је манастир основан у време покрета иконоборства, за време царице Ирине, и сина јој Константина, крајем 8. века.
Манастир је подигнут 1319. године на земљишту села Свети Ђурађ. Ту је раније постојао манастир посвећен Св. Георгију, по којем је остало селу име. По Сенткларају манастир је подигнут у 15. веку од стране српског деспота, и то у облику (Хуњадијевског) крста. Приликом оправке манастирског храма 1793. године, нађена је олтарска камена плоча на којој пише урезаним словима, да је манастир и свети храм из темеља обновио српски деспот Јован Бранковић 1485. године. Био је то син деспотице, па по монашењу српске светитељке, мајке Ангелине. Угарски владар Јован Корвин је почетком 16. века најурио Турке чак до Никопоља. Враћајући се 1503. године са великим пленом, повео је велику масу Срба у равничарске територије преко Дунава. Када су монаси манастира Пећке патријаршије походили манастир 1666. године, дочекали су их игуман Јосиф и калуђер Симеон. Манастир је лоше пролазио током свих ратних сукоба; три пута је опљачкан па спаљен и остао је без старих хрисовуља и других драгоцених књига.
Од средине 18. века сливају се многи прилози у манастирску касу, па је 1764. године највећи део конака могао бити завршен. Храм је делимично обновљен 1766. године под настојатељем Симеоном Матејевићем. Помогли су обнову манастира -монашких ћелија Срби Банаћани својим прилозима: Димитрије Секулић из Баваништа (за трпезарију и помоћне зграде), Димитрије Петро-Стојковић, Георгије Калиновић, Недељко Кирић, Јанко Васиљевић из Дете, и Живојин Милошевић. Посебно је значајан дар епископа темишварског Викентија Јовановића Видака: 4000 ф. у сребру и 200 цесарских дуката у злату. Епископским прилогом изграђен је стан за настојатеља манастира са пет соба. Према опису манастира из 1771. године, црква је била омања, али од чврстог материјала, са конацима који садрже 12 ћелија под истим кровом. Било је ту још грађевина, попут трпезарије, више комора и три подрума. Око манастирског здања подигнут је 1779. године за време архимандрита Герасима високи зид. Земљишни посед се састојао од оранице и шуме.
Већ 1772. године нанета је велика материјална штета манастиру, јер му је држава (Ерар) одузела дотадашњи велики прњавор село Шенђурац са око 1500 јутара земље. Калуђери су за узврат 1775. године присвојили "Малу Шуму" уз село Св. Ђурађ. Власт је тражила да се та шума врати, мада је манастир одбијао. Дуго времена је током 18. века владало непријатељство између калуђера и државе. Још 1753. године манастир није плаћао порез на млинове, па им је власт обе воденице "замандалила". Од 1795. године креће опадање манастира, и смањује се број монаха. Остављен је манастиру мали прњавор, као засебно село под именом "Манастир". Манастир је подигао у 19. веку две воденице: Успенску (1808) и Св. Павловску (1828). Насељени су 1830. године под архимандритом Кенгелцом у Прњавору, контрактуални житељи. Срби су дошли из Парабућа у Бачкој а Румуни из околине - Егреша, Ходоња, Комлоша, Мунаре и Секешута "одакле су сви протерани јер општине не беху од њих у јавној сигурности". Да зло буде горе, око манастира су се врзмали и разбојници придошли 1737. године. Архимандрит Стефан Михајловић (1849—1875) је прибавио за манастир два ланца винограда на Шумику, и исплатио сам дуг манастирски. Од прњавораца је судским путем повратио узурпирану ливаду од 103 ланца. Саградио је 1866. године велики магацин за храну. Игуман Калоним Ђорђевић (1883—1891) је оправио обе воденице и купио 151,5 ланаца земље у власништво манастира. Када је дошло до законске редукције броја православних манастира, братство укинутог манастира Партош, населило се ту са својим инвентаром и надокнадом за изгубљени посед. Материјално бољој ситуацији погодовала је и куповина прњаворске земље 1782. године. 
Калуђери су тражили да им цар врати оно што је манастиру припадало од давнина. Цар их је обештетио тако што им је исплаћен пун процењен износ имовине - 8896 ф. а без одржане лицитације.
Манастирски посед је сада знатно умањен упливом државе у 20. веку, са својим аграрним реформама. Тако је румунска држава 1921. године његов посед од 1230 јутара, свела на 202 јутра земље, а актом после Другог светског рата, остало је светињи свега десетак хектара. Постојала је у манастирском прњавору (али и манастиру?) 1905. Српска земљорадничка задруга са капиталом од 9282 к. Водили су је световњаци: председник Љубомир Главан и пословођа Милош Ј. Бугарски.
Највећи део манастирских драгоцености пренет је у Темишвар, о чега је део изложен у Музејској збирци Владичанског двора.
Игњат Брлић је свом брату Андрији Торквату Брлићу писао из Темишвара, 14. јуна 1859. Описао је и овај манасир, који назива намастир Св. Ђурђа. Обишао га је на први дан Духова са породицом Сандић и утисци су били узвишени. Записао је да је намастир прекрасан и служи, што се чистоте, уредбе, гостољубља, јела и пића тиче, за узор свим аустријским намастирима. Сматрао је да је све тако лепо намештено, да би и цара могли дочекати. Тада су калуђери (3 и 1 архимандрит) били Срби. Народ је влашки и служило се на оба језика. Тада је манастир лежао у шуми, покрај реке Брзане и може имати до 20.000 форинти дохотка. Виногради су му у Менешу.

## Црква
Садашња манастирска црква у барокном стилу грађена је 1793-1794. године. Сразмерно је велика са два кубета, на једном кубету се налазила четири лепа звона и сат. Храм је свечано освећен 29. јуна 1794. године, за време игумана Августина Петровића. Зидни живопис је бесплатно урадио 1799. године извесни иконописац Павле Ђурђев из села Св. Ђурђа. Њему су помагали синови Сава и Влајко те унук Будиша. Приказао је између осталог и серију ликова Срба светитеља, у куполи. Исте године погођен је билдхауер из Сомбора, Аврам Мануиловић да резбари иконостас, певнице и владичански трон - све у духу класицизма. Иконостас манастирске цркве Ђурђевске цркве осликао је иконописац Јован Исајловић - Старији током 1803-1804. године. Била је то заслуга архимандрита Павла Кенгелца. Поједине иконе са иконостаса да се насликају платили су верници: Јован Панајот трговац из Темишвара - икону Св. Ђурђа, затим следе дародавци трговци Софроније и Ђорђе Стефановић из Темишвара, Јован Аврамовић исто, мајка игумана Петровића Магдолна, Аца Живковић из Темишвара, Ћирило Веселиновић исто, Ђорђе Младеновић исто, Јован Лаковић судија велико-кикиндски и др. На Богородичином трону је копија чудотворне иконе Богородице Бездинске (Винчанске). За време игумана Стефана Николића манастир је подигао и школске зграде у селу Шенђурцу и прњавору Манастиру.
Од старих икона среће се "Распеће Христово" из 1748. године, које је платио да се наслика Ђорђе Павла Теодоровић. Почетком 20. века у манастирској библиотеци и архиви чувани су папири од 1760. године, а вредна књига србуља била је из 1622. године. То је "Молитвеник Пресвете Богородице" из 1623. године у које су молитве уписивали игуман Леонтије и Силвестер. У истој књизи је 1651. године записао игуман Јосиф да је то његова својина.

## Манастирско братство
Познати су сви настојатељи и старешине манастирске од 1486. године. Најстарији познат игуман био је Аристарх из наведене године. Игуман 1613. године је Леонтије, а Пантен 1699-1724. године. Некада је у манастирском братству било и по 15 калуђера. Приликом пописа 1771. године, каже се да их је тада било 12. Најпознатији архимандрит био је Павле Кенгелац (1763—1843) родом Кикинђанин, који се успешно бавио и књижевношћу. За време његовог старешинства храм је добио Исајловићев иконостас. Нешто касније сазидао је манастирску - Успенску (1808) и потом Павловску водицу (1828). Поред Кенгелца, вредан пажње је и архимандрит Самуило Маширевић, који ће постати српски Патријарх. Претплатници једне српске књиге 1842. године били су калуђери Свето Георгијевског манастира: Теон Богосављевић намесник, затим јеромонаси Пантен Јовановић, Давид Арсеновић, Амврозије Јовановић и ђакон Израиљ Зорљенац.
У 20. веку број монаха је био минималан, обично је ту настојатељ и један или два монаха. Године 1905. настојатељ је Стефан Николић игуман (од 1891), који се замонашио у манастиру Бездину 1882. године, а за игумана произведен 1901. године. као и у другим манастирима, било је мало монаха, а већи део је био распоређен на функцијама или парохијама као администратори. Било их је тако 1905. године у Хрњакову, Станчеву, Лепоглави, Краљевцу и Малом Бечкереку. У самом манастирском седишту били су игуман Стефан Николић, Серафим Журковић јеромонах намесник и Никанор Савић јерођакон. Монашки живот у манастиру Св. Ђурђа на Брзави, угасио се 1950. године са смрћу игумана Никанора Савића. Постојала је тридеценијска пауза свештеничког администрирања, све док 1989. године ту није замонашен и рукопроизведен у чин архимандрита, умировљени протојереј Војин Паскуловић - са новим именом Вењамин. Године 2000. у манастиру је замонашена мати Евгенија (у ствари Добрила Станковић), због чега је манастир постао женски, и она је извесно време ту била једини житељ.